# Lentinus martianoffianus
Lentinus martianoffianus är en svampart som beskrevs av Kalchbr. 1877. Lentinus martianoffianus ingår i släktet Lentinus och familjen Polyporaceae.   Inga underarter finns listade i Catalogue of Life.